# Северная Пальмира

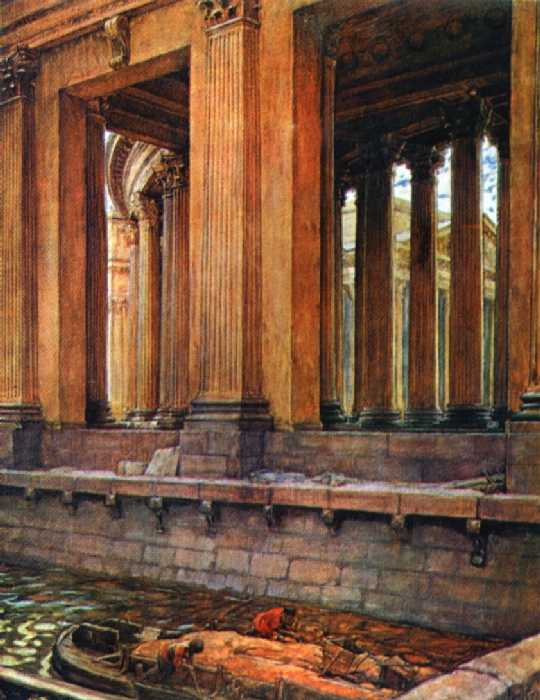
Е. Е. Лансере. Колоннада Казанского собора

Северная Пальмира, Пальмира Севера, Финская Пальмира — поэтическое прозвание Санкт-Петербурга в честь древнего торгового города Пальмиры на территории современной Сирии. Закрепилось в русскоязычной литературе в эпоху классицизма, начиная с 1810-х годов. Также Петербург (как и ряд других городов на севере Европы) называли Северной Венецией.

## Характеристика
Выражение возникло в эпоху классицизма, черпавшую вдохновение у античности. Европейских путешественников того времени впечатляло, когда посреди бескрайних северных болот перед их глазами неожиданно вставали вереницы правильных фасадов с бесчисленными колоннами — подобно тому, как такие же классические сооружения украшают оазис в дикой сирийской пустыне.
Помимо обилия стройных колонн и пустых пространств, Петербург сравнивали с Пальмирой из-за его роскоши, богатства, изящества. По мнению современного колумниста, это сравнение «…оказалось куда более точным, нежели „Северная Венеция“. Если сопоставление с последней шло по внешнему признаку, — город на воде, каналы, то с Пальмирой по сущности — правильность и стройность, впечатляющие перспективы и отмеренная вкусом роскошь».
Появление этого прозвания связывают с Андреем Шторхом, в 1793 году издавшим описание российской столицы «Картина Петербурга». В самом конце 1-й главы, где он сравнивает столицу со знаменитыми городами древности Адрианополем, Пальмирой и Стамбулом, обращёнными ныне в руины, написано:
Спустя десять столетий ирокез какой, может быть, и напишет труд о руинах новой Пальмиры и сошлётся на сведения из остатков моей книги.
Оригинальный текст (нем.)Nach zehn Jahrhunderten ſchreibt vielleicht ein Irokeſe uͤber die Ruinen des nordiſchen Palmyra und citirt Autoritaͤten aus den Fragmenten meines Buchs.

О популярности этой книги у современников свидетельствуют два немецкоязычных рижских издания 1793 и 1794 годов и одно лондонское на английском языке 1801 года. Немец Христиан Мюллер, находившийся в Петербурге в 1810—1811 годы, нашёл сравнение Петербурга с древним городом очень удачным.
Именно в эту эпоху античная Пальмира и её правительница Зенобия стали актуальной темой — только в 1751 году англичане Дж. Докинз (en) и Р. Вуд провели первую научную экспедицию, познакомив с ними Европу. В 1753 году они опубликовали книгу «The Ruins of Palmyra» (Лондон), после которой в Европе стали появляться романы и пьесы о Зенобии (в России, например, трагедия «Пальмира» Н. Николева, поставленная в 1785 году). Существует версия, что ассоциация Екатерины Великой с этой женщиной-правительницей дало почву этому сравнению. Она проименована по-французски «la Zenobie de la Baltique» (Балтийская Зенобия) или «la Zénobie de Pétersbourg» (Зенобия Петербурга).

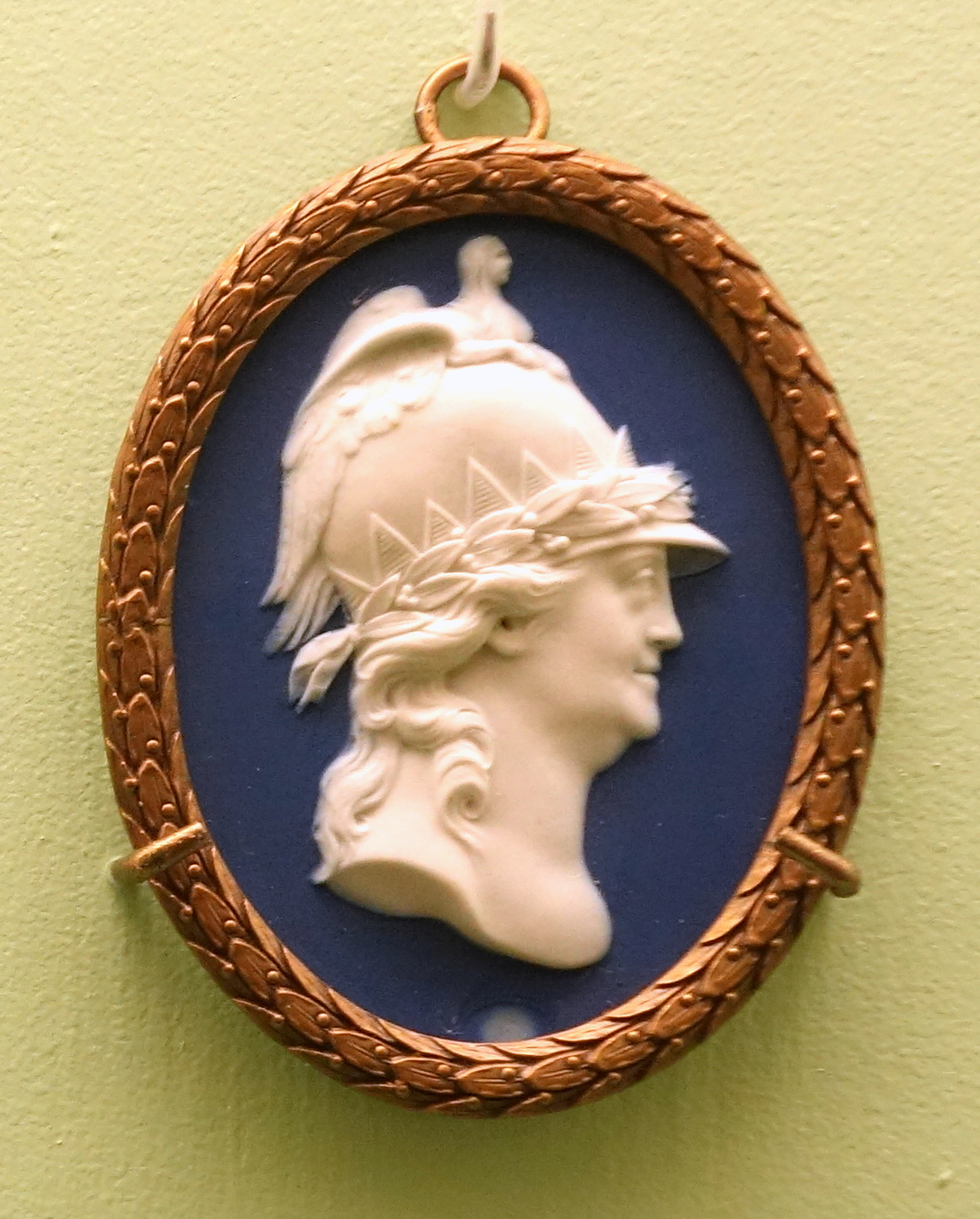
Екатерина II в образе богини Минервы

Ходасевич пишет в связи с этим: «„Северная Пальмира“… Если не ошибаюсь, традиция воображать Петербург не таким, каков был он в действительности, возникла одновременно с самим Петербургом. (…) Впоследствии ряд обстоятельств, отчасти исторических, отчасти же относящихся к истории словесности и других искусств, привёл к тому, что воображаемый Петербург укрепился в сознании России на равных правах с действительным. Может быть, действительный был даже несколько заслонён воображаемым. Так сделался он Северной Пальмирой, в которой царствовала Северная Семирамида, Северная Минерва. Действительность, впрочем, старалась в себе воплотить мечту, и хотя Петербург не был Пальмирой, а Екатерина не была ни Семирамидой, ни, в особенности, Минервой, — всё-таки эти прозвища в известной степени отвечали реальности или хотя бы какой-то одной её стороне. Традиция, таким образом, укреплялась. Постепенно она распространилась не только на Петербург, но и на всю Россию. В „Душеньке“ Богдановича, в анакреонтических песнях Державина, позже — в картинах Венецианова возникала полувоображаемая, ложноклассическая Россия, одновременно и далёкая от подлинной России Фонвизина, Радищева, Болотова, и всё-таки выражавшая нечто реально существующее, истинно и глубоко русское. Парадизный, пальмирный, эрмитажный Петербург жил полною жизнью больше ста лет…»
Современные исследователи национальной идентичности России относительно прилагательного «Северная» подчёркивают: «для самоидентификации России не менее значима дихотомия: Север — Юг. (…) Россия по объективным причинам не могла стать равной Западной Европе, но она могла быть просвещённым Севером. Её новая столица становится „Северной Пальмирой“. Южная Пальмира, чей расцвет приходился на I—III века н. э., являлась крупным центром караванной торговли и ремесла, культуры. Устойчивое стремление России ориентироваться на поверженные политические центры (Рим, Пальмира, Византия) может рассматриваться и как попытка установления историко-культурной связи, и как уход от требуемого временем утверждения собственных геоцивилизационных опор, необходимых для обозначения и отстаивания государственных (национальных) интересов. Отождествление страны с Севером становилось тем актуальнее, чем политически резче обозначался оппозиционный России Юг, ассоциируемый политиками и российским обществом с Кавказом, Средней Азией, Турцией, Персией».

### Хронология
В отечественной литературе впервые, видимо, приведено в 1816 году К. Батюшковым в послании И. М. Муравьёву-Апостолу:

…В Пальмире Севера, в жилище шумной славы,

Державин камские воспоминал дубравы…

В 1818 его употребляет М. В. Милонов («Послание в Вену к друзьям»):

Я к вам от Северной Пальмиры

Теперь, настроя звуки лиры,

Хочу послание писать

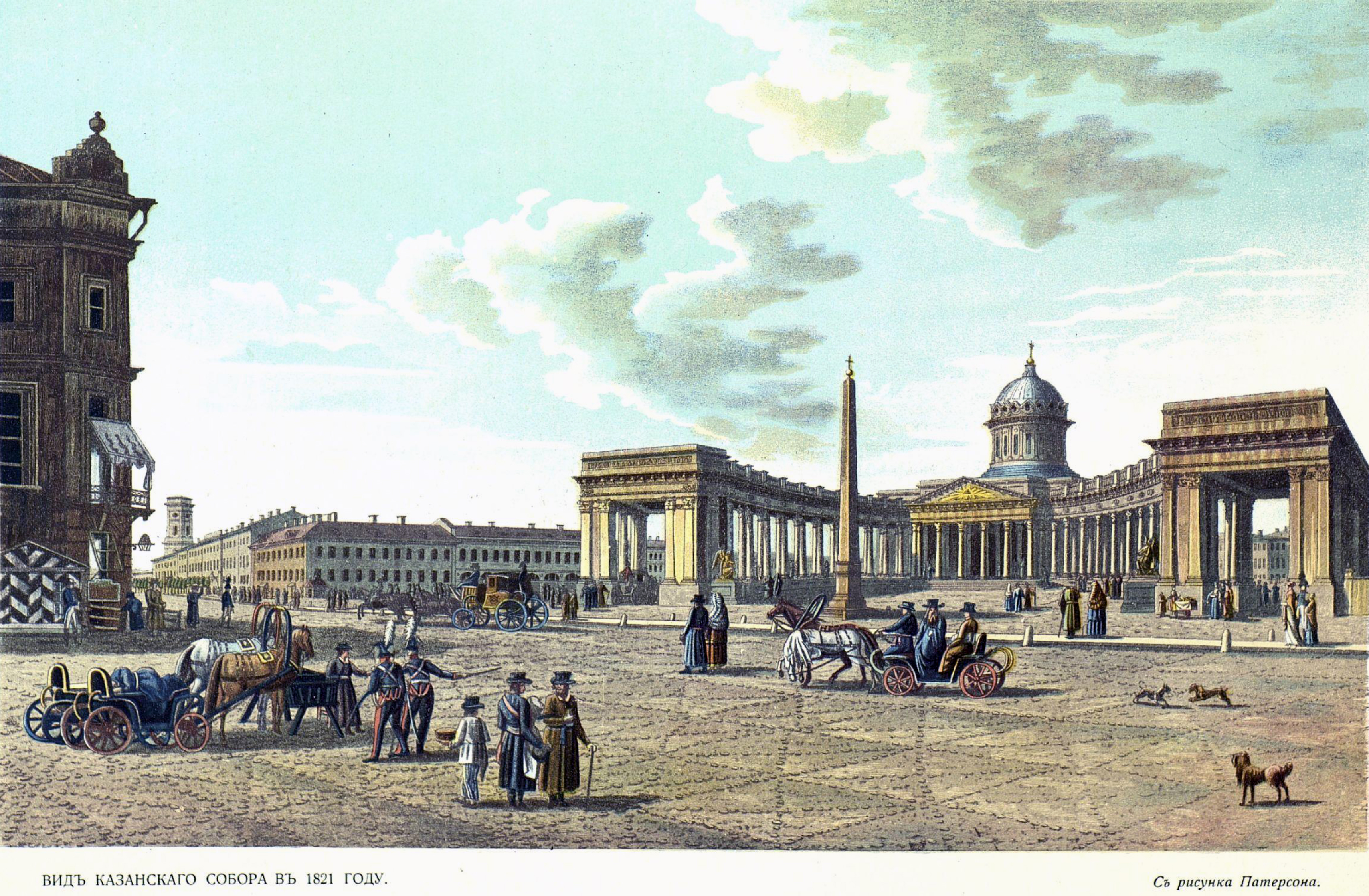
Казанский собор, 1821 год

В 1820 году Рылеев в стихотворении «К Делии» писал:

В Пальмире Севера прекрасной

Брожу в унынии, как сирот несчастный,

Питая мрачный дух тоской.

Д. В. Григорович и Ф. М. Достоевский считали автором этого выражения Фаддея Булгарина, на страницах газеты которого «Северная пчела» (изд. с 1825) оно часто встречалось:

На другой день после тумана, напоминающего Петербург, нас окончательно, казалось, принесло к берегам Северной Пальмиры, как выражалась некогда «Северная пчела». (Д. Григорович. «Корабль-ретвизан»).
Щедрин едва только оставил северный град, Северную Пальмиру (по всегдашнему выражению г. Булгарина — мир праху его!), как тотчас же и замелькали под пером и Аринушки, и несчастненькие… (Ф. Достоевский. Критические статьи, 1, 3).

Это выражение использовали А. А. Бестужев-Марлинский («Испытание», 1830, «Мулла-Нур», 1836), Ф. В. Глинка («Воспоминание о пиитической жизни Пушкина», 1837), И. С. Тургенев («Призраки», 1864), Н. С. Лесков («Обойденные», 1865), А. Ф. Писемский («Масоны», 1880), М. Е. Салтыков-Щедрин («Мелочи жизни», 1886—1887) и другие.